# Dichotomius yucatanus
Dichotomius yucatanus är en skalbaggsart som beskrevs av Bates 1887. Dichotomius yucatanus ingår i släktet Dichotomius och familjen bladhorningar. Inga underarter finns listade i Catalogue of Life.